# Фіторізноманіття Цуманської пущі

## Що таке Цуманська пуща?
Докладніше: Цуманська пуща
Докладніше: Національний природний парк «Цуманська пуща»'
Докладніше: Фауністичне різноманіття Цуманської пущі

## Рослинність
Ботаніки давно звернули увагу на природну цінність Цуманської пущі. Академік Ю. Р. Шеляг-Сосонко (1974) відзначав Цуманську пущу як один із найбільш перспективних та важливих природно-заповідних об’єктів Українського Полісся із значним поширенням ацидофільних дібров. У книзі «Охрана важнейших ботанических объектов Украины, Белоруссии и Молдавии» (1980) цей автор розглядає Цуманську пушу як проектований заповідник, що має бути еталоном «неповторної і самобутньої, дуже окультуреної, але все ще мало вивченої природи південної частини Полісся».
Своєрідний характер рослинності Цуманської пущі обумовлено її розташуванням у південній смузі Українського (в цьому разі Західного) Полісся на межі з Волинським лесовим плато. На території Цуманської пущі значну площу займають досить багаті ґрунти, зайняті дубовими та грабово-дубовими лісами. Саме вони і є символом рослинності Цуманської пущі. Проте, в цілому рослинність Цуманської пущі - це складний комплекс рослинних угруповань. Її територія знаходиться там, де зупинилися льодовикові води, затримані підвищенням Волинського лесового плато. Крім рівномірно поширених флювіогляціальних нашарувань, льодовикові води залишили долини, в яких сформувалися болота.
На терасах сучасних та давніх долин сформувались соснові ліси. Тому і рослинність і флора пущі є різноманітними та багатими, створюючи неповторне
обличчя цього особливого куточка Українського Полісся.
У своїй західній частині територія Цуманської пущі, звужуючись, підходить до м. Ківерці. Тут, між Ківерцями і с. Муравище, місцевість є своєрідним екотоном і має перехідний характер між власне Цуманською пущею та Волинським лесовим плато. Характер лісів свідчить про те, що вони сформовані на багатих ґрунтах. У їхньому складі багато дубових лісів - поростевих середньовікових і дещо старшого віку, а також сосново-дубових.
Значні площі займають культури сосни, висаджені на місці дубових та сосново-дубових лісів. У цих лісах і нині є участь дуба, переважно в II ярусі, а також
багатий та складний підлісок - у ньому чимало ліщини, невластивої для природних соснових лісів, є бруслини європейська (Euonymus europaeus) та бородавчаста (Е. verrucosa). Підріст дуба, який є особливо численним по пониженнях, також розміщується в ярусі підліску, місцями наявний і підріст граба. Тому ці ліси густіші, ніж природні соснові. Звертає на себе увагу, що в їхньому деревостані чимало черешні (Cerasus avium) - наявні як окремі дерева середньої величини, так і численний підріст заввишки від 0,5 м до 2-3 м. У дубових та сосново-дубових лісах найбільші площі займають конвалієві, чорницеві, орляково-чорницеві угруповання, а також ті, що сформувались на їх
місці під дією людини - злакові. Чорниця (Vaccinium myrlillus) в цих лісах нижча, ніж в більш північних регіонах Західного Полісся, але плодоносить. У соснових лісах, що сформувались на місці листяних та мішаних, у травостої чималі площі займає розрив-трава дрібноквіткова (Impatiens parvißora). Ця адвентивна рослина на Поліссі захоплює собі «життєву нішу» в досить вологих порушених лісах. Серед лісів зовсім немає природних соснових лісів. Трапляються тут середньовікові культури дуба північного (Quercus borealis). Його звичайно називають дубом червоним, оскільки восени його пірчастонадрізані листки мають темно-червоне забарвлення. Цей виходець із Північної Америки непогано почуває себе на Волині, ось тільки численні лісові
трави зростати під ним не хочуть - ці лісові угруповання рідкотравні.
Особливий інтерес становлять ківерцівські ліси як притулок багатьох центральноєвропейських видів, які далі на схід трапляються все рідше. Крім черешні та граба, з цієї групи в лісах численними є лемботропіс чорніючий
(Lembotropis nigricans), підлісник європейський (Sanicula europaea), осока трясунковидна (Carex brizoides). Деякі з цих видів, що прийшли до нас з Центральної Європи, є дуже рідкісними. Саме тут виявлено найкрасивішу орхідею України - зозулині черевички справжні. Вони збереглись подекуди на ділянках старих соснових культур, висаджених на місці широколистяних та мішаних лісів. Безумовно, ці популяції є «відлунням», своєрідною гілкою популяцій зозулиних черевичок, відомих на Волинському лесовому плато. З інших центральноєвропейських видів слід згадати астранцію велику.
Характерною рисою ківерцівських лісів є значна участь в їх флорісвітлолюбних узлісних видів, нерідко гарноквітучих, тих, що створюють яскравий аспект на галявинах, в світлих лісах, на узліссях. Це — пахучка
звичайна (Clinopodium vulgare), дзвоники персиколисті (Campanula persicifolid), скупчені (С. glomerata), круглолисті (С. rotundifolia) та зрідка - оленячі, звіробій плямистий (Hypericum maculatum) та ін. Це в цілому характерно для приміських лісів з рекреаційним навантаженням.
Ліси, прилеглі зі сходу до Ківерців, є крайньою частиною Цуманської пущі. Далі вони переходять у ліси Волинського лесового плато.
Далі на схід рослинність Цуманської пущі здебільшого має лісо-болотний характер, тут чітко помітний вплив льодовикових вод на формування рослинного світу за наявності також ділянок з більш багатими ґрунтами. Лише на півдні території Цуманської пущі, на північ від траси Клевань-Ківерці простягається смуга багатих лісів. У західній частині території масиву ліси на невеликих підвищеннях оточені ділянками лук та боліт, здебільшого нині меліорованих.
Типовим для цієї смуги є масив Добра у Сокиричівському лісництві (кв. 4, 5, 9,10,11 та ін.). Тут ліс прилягає до осушеного лучно-болотного масиву. В основному це темний і вологий ліс з переважанням граба, співдомінуванням дуба та участю вільхи (Ainus glutinosa), берези (Betula pendula), осики (Populus tremula) та ясена (Fraxinus excelsior), трапляються старі липи (Tilia cordata). Центральна частина масиву (кв. 5 і 9, частково 11 та 12) знижена і дуже зволожена. Тут переважають ліси з вільхою, осикою, березою і покривом із розрив-трави звичайної (Impatiens
noli-tangere) та дрібноквіткової. Серед них — невеликі болітця і заболочені смуги з осокою пухирчастою (Carex vesicaria) та півниками болотними (Iris pseudacorus).
На плескатих підвищеннях у цій частині масиву формуються грабово-дубово-осикові ліси, місцями з ясеном, з покривом із яглиці (Aegopodium podagraria), на
найвищих ділянках - із зірочника лісового (Stellaria holosted). Саме тут було знайдено найбільшу в масиві популяцію лілії лісової (Lilium martagon) - виду, занесеного до Червоної книги України. По краях масиву — у південній та північно-східній частинах - переважає дубово-грабовий ліс, здебільшого зеленчуковий (з домінуванням Galeobdolon luteum) та рідкотравний, подекуди наявні ділянки ясенового лісу та культури сосни. По краю лісу є ділянки з Домінуванням у травостої конвалії (Convallaria majalis). Вологий і затінений ліс є досить багатим флористично. Тут було виявлено лісові орхідеї з Червоної книги
України - коручку чемерниковидну (Epipactis helleborine) і любку дволисту (Plaianthera bifolia), лілію лісову, що утворює великі популяції, а також регіонально рідкісні види - первоцвіт високий (Primula elalior), мальву вирізану
(Malva excisa) та ін.
Далі на схід основну площу Цуманської пущі займають території зоологічного заказника «Зубр» та ділянок, які заплановано для його розширення. Це своєрідний природний комплекс, який об'єднує велику різноманітність
рослинних угруповань із специфічною флорою - від дібров до сфагнових боліт та лук. На цій території' грабово-дубові і дубові ліси та їх похідні розташовано в
основному в південній частині на ділянках з багатшими ґрунтами. Такі ліси займають найбільші площі далі на схід на території проектованого Цуманського регіонального ландшафтного парку. Далі їх буде детально охарактеризовано. Навесні в них формуються синузії ефемероїдів з переважанням анемони дібровної
(Anemone nemorosa). Значні площі займають у цій частині вологі листяні ліси, утворені вільхою, березою (в межах Звірівського лісництва) та середньовікові
листяні ліси з переважанням граба, дуба, з участю вільхи, берези, осики (в межах Муравищенського лісництва). Ці ліси утворюють широку смугу в північній частині території. В їхньому розрідженому травостої переважають види,
характерні для листяних лісів Західного Полісся- квасениця звичайна (Oxalis acetosella), зеленчук жовтий, підмаренник запашний (Galium odoralum), веснівка дволиста (Majanthemum bifolium). Ліси ці вологі, тому: в травостої значною є участь папоротей. Значні площі тут займають і ділянки чорновільшняків з осоковим та очеретяним покривом, участю таких специфічних видів як чемериця
Лобеля (Veratrum lobelianum), півники болотні. Виявлено крушиново-кропивну та крушиново-ожинову асоціації.
На північ від цієї смуги листяних лісів на території Звірівського та Муравищенського лісництв розташована смуга соснових лісів, яка є свого роду
«вододілом» у лісо-болотному комплексі — його виникнення ймовірно обумовлено дією льодовика. Переважають соснові ліси чорницево-зеленомохові, типові для Українського Полісся.
Місцями в цій смузі трапляються невеликі оліготрофні (верхові) болота з покривом із пухівки піхвової (Eriophorum vaginatum) та сфагнових мохів. Тут відмічені північні види, малопоширені в південній смузі Полісся — андромеда
багатолиста (Andromeda polifolia), багно болотне (Ledum palustre), лохина (буяхи, Vaccinium uliginosum), подекуди зростає журавлина болотна (Oxycoccus paiustris). Луки і болота трапляються на цій території спорадично, проте
подекуди мають значну площу. Так, у кв. 2, 3, 5 Муравищенського лісництва наявний значний за площею комплекс переходових та низинно-переходових
боліт, по краях оточений заболоченим лісом. З краю переважають угруповання куничниково-сфагнових боліт (з куничником сіруватим – Calamagrostis canescens), у центрі - осоково-пухівково-сфагнових з розрідженою сосною. Тут
наявні такі види сфагнових боліт як журавлина болотна, андромеда багатолиста, багно болотне. Цей болотно-лісовий комплекс бореального характеру є
рідкісним для території Цуманської пущі.
Ділянки лучної рослинності добре виявлено у кв. 10-11 Муравищенського лісництва. Це - післялісові збіднені луки, які використовуються як сінокоси. Переважають види, характерні для піщаних ґрунтів Полісся - костриця червона
(Festuca rubra), яка домінує, біловус стиснутий (Nardus stricto), подорожник ланцетний (Plantago lanceolata). Значно поширився на луках щавель пірамідальний (Rumex thyrsiflorus), що нерідко формує перший ярус та створює аспект. Загалом, луки є мальовничими, з численними видами квітуючого різнотрав'я.
У смузі лук є понижені ділянки із заболоченими і торф'янистими луками та чорновільшняками. Луки у пониженнях переважно щучникові (з Deschampsia
caespitosa) та осокові, з великими популяціями типових, в тому числі цінних лікарських видів, таких як перстач прямостоячий (калган - Potentilla erecta),
валеріана висока (Valeriana exaltata), дудник лісовий (Angelica sylvestris), із малопоширених видів відмічені верби розмаринолиста (Salix rosmarinifolia) та мирзинолиста (S. myrsinifolia), а також декілька бореальних видів осок.
У цілому, охарактеризована західна ділянка території Цуманської пущі, частина якої входить до заказника «Зубр» або яку планують ввести до нього після розширення, є своєрідним комплексом бореальних та неморальних лісів,
боліт різного живлення і лук. На ньому яскраво відображено як вплив льодовика, так і розташування поблизу лесового плато.
Цікавим лісо-болотним комплексом є також урочище Кемпа. Ця ділянка розташована у кв. 2. Сильненського лісництва та на прилеглій території
Цуманського лісгоспу. Вона являє собою пониження, у центрі якого знаходиться обводнений вільшняк із розрідженим деревостаном. Вільхи низькобонігетні, невисокі, 14-16 м, діаметром 18-20 см, часто із сухими гілками.
Це свідчить про те, що обводнення болота збільшується, вільха розріджується. На місці розрідженого вільшняка формується обводнене очеретяне болото, де
очерет має проективне покриття 80-85 % та висоту близько 2 м.
Влітку тут переважає яглиця, а на підвищеннях - осока волосиста (Сагех pilosa). Значною є участь типових неморальних видів, таких як зеленчук жовтий, осока лісова (Сагех sylvatica), зірочник лісовий тощо. До малопоширених на Українському Поліссі видів належать вовчі ягоди звичайні (Daphne mezereum), печіночниця благородна (Перайса nobilis).
Саме такі вологі пониження з багатими ґрунтами є центрами поширення багатовидових синузій лісових ефемероїдів, загалом не характерних для Цуманської пущі. На більшій її частині в дібровах навесні виявлено досить одноманітну синузію анемони дібровної, що утворює білий аспект.
У південній частині Цуманської пущі, яка знаходиться безпосередньо на границі з Волинським лесовим плато, є чимало ділянок з багатими ґрунтами, на яких збереглись багаті листяні ліси в комплексі з мішаними лісами. Такі ділянки зокрема наявні у південній частині Мощаницького лісництва. Так, Мощаницька діброва (кв. 44,45) - ділянка старої вікової діброви з дубами віком 90-100 років,
місцями з грабово-дубовим лісом. Стара діброва на багатих ґрунтах є місцезростанням багатьох як типових, так і рідкісних видів рослин. Найбільші площі займає дубовий ліс ліщиново-конвалієвий, місцями із співдомінуванням у
деревостані граба. У багатому травостої сполучаються бореальні та неморальні види. Тут виявлено такі малопоширені рослини як багатоніжка звичайна
(«солодка папороть» - Polypodium vulgare) — поки що це єдине місцезнаходження у Цуманській пущі, голокучник дубовий («папороть Ліннея» - Gymnocarpium dryopteris), плаун звичайний (Lycopodium clavatum). Рідкісними видами широколистяних лісів є дзвоники оленячі, кадило
сарматське (Melittis sarmatica) - реліктовий вид, який називають «волинським бальзамом», лілія лісова, яку занесено до Червоної книги України.
У південній смузі Цуманської пущі біля с. Дерно знаходиться також урочище Папики. Масив має прямокутну форму, оскільки природний грабово-дубовий ліс, який став його основою, був ще у довоєнний час розширений висадженням культур дуба та сосни. Це здійснив хазяїн маєтку – магнат Радзивіл. Нині культури досягли 90 років і сформувались у старий ліс. Збереглися ділянки старих грабово-дубових лісів, переважно зірочникових, і
дубових лісів із сосною - чорницевих; наявні (у кв. 28) старі грабово-дубові ліси рідкотравні. Як і в інших лісових масивах, тут є ділянки старих культур сосни
на місці листяних лісів, в яких відновився нижній ярус граба. У лісах ур. Папики багато черешні. Флора багата та різноманітна - виявлено 3 види з Червоної
книги України - гніздівка звичайна (Neottia nidus-avis), лілія лісова, любка зеленоквіткова (Platanthera chlorantha). Усі вони угворюють значні популяції, особливо це стосується лілії лісової. У синузіях весняних ефемероїдів
переважає, як і здебільшого в Цуманській пущі, анемона лісова.
У північній частині Мощаницького лісництва характер лісів змінюється. Це, безумовно, пов'язане із зміною ґрунтового покриву. Тут вже немає багатих
дібров, характер рослинності північно-поліський - соснові та березово-соснові ліси, нерідко заболочені, з ділянками сфагнових мохів. У цій частині поширені
типово поліські види - багато калгану, біловусу стиснутого, з'являється вовче тіло болотне (Comarum palustre). Цікаво, що саме в цій частині вперше зустрілися ділянки заростаючих пісків на терасах невеликих річок із цмином
піщаним (Helichrysum arenarium), що утворює місцями жовтий аспект, чебрецем Маршалла (Thymus marschallianus).
Найцікавіша ділянка псамофітної рослинності має місцеву назву «Вілька». Вона розташована на надзаплавній терасі р. Сичівки на її правому березі. Тут
добре виявлено піщану борову терасу з плескатими та слабогорбастими піщаними  ділянками. Нині ділянка є майже безлісою і вкрита трав'яною пісколюбною
(псамофітною) рослинністю, бо вона сформувалась при заростанні колишніх
орних земель. Колись, ймовірно у довоєнний час, тераса була залісненою, далі ліс
був зведений, а тераса - розорана. Нині, після припинення господарського використання, тут переважає псамофітна трав'яна рослинність і активно відбувається
природне заліснення. Шлях заростання пісків тут є своєрідним, властивим на
Українському Поліссі лише його західній частині. Переважає булавоносець
сіруватий (Corynephorus ccmescens) - центральноєвропейський вид. Його
угруповання, що проходять в своєму просуванні на схід в основному до Дніпра, у
процесі розвитку ценозів поступово замінюються сосновими лісами. Змикаючись,
сосна витісняє світлолюбний булавоносець. На ділянці “Вілька” в заростанні
пісків беруть участь і співдомінують ще 2 центральноєвропейських види - медова
трава м'яка (Holcus mollis) та очиток шестирядний (Sedum sexangulare). Чимало
тут рослин-пісколюбів із ширшим ареалом, таких як цмин піщаний, нечуй-вітер
волохатенький (Hieracium pilosella), чебрець Маршалла, полин дніпровський
(Artemisia dniproica) та інші. Ділянка нині активно заростає лісовими породами -
березою повислою, сосною, осикою. На найвищих ділянках переважає сосна, на
нижчих - береза (нині її найбільше), по днищах знижень - осика. Ділянка є
цікавим полігоном для вивчення характеру природного заліснення та
«повернення» лісу. Ми запропонували створити на ній ландшафтний заказник.
У східній частині Цуманського лісового масиву (територія проектованого Цуманського регіонального ландшафтного парку) переважає лісова рослинність, добре представлено також лучну та болотну рослинність, фрагментарно - водну. Серед лісів переважають листяні (дубові та грабово-дубові із домішкою інших порід). Меншу участь в будові рослинного покриву
беруть тут дубово-соснові ліси та соснові ліси. У вологих пониженнях та по долинах невеликих річок формуються вільхові ліси.
Найбільше екологічне та наукове значення мають тут дубові та грабово-дубові ліси, які переважали в рослинному покриві території до того, як почалося інтенсивне використання лісів людиною. Нині старі добре виявлені дубові та грабово-дубові ліси на території РЛП збереглись найбільшою мірою на території природно-заповідних об'єктів - у заказнику «Лопатинська діброва», заповідних урочищах «Горинські дачі» (I-V) та ін. Деревостан цих лісів влітку має зімкненість 0,7-0,8 і, як правило, двоярусну будову. Його перший ярус складено дубом віком 80-120 років, діаметром 70-90 (100) см І-Il бонітету. У деревостані є значна домішка берези, місцями - сосни (трапляються старі сосни), клена гостролистого (Acer platanoides), у деяких місцях, переважно в Лопатинській діброві, відмічено рідкісний для Полісся клен-явір (Acer pseudoplatanus). Другий ярус різної висоти (від 8 до 16 м) формує граб, іноді представлений середньовіковими екземплярами, а частіше унаслідок лісогосподарських робіт - молодими екземплярами.
Звичайними видами в лісах є липа серцелиста, осика, а в понижених місцях - ясен та вільха чорна. Підлісок із ліщини (Corylus avellana) виявлено там, де ярус граба розріджений
або зовсім відсутній. Трав'яний покрив у широколистяних лісах проектованого парку, як правило, негустий (20-50%), нерідко розміщений плямами або куртинами, що визначається значним затемненням. Тому серед угруповань чимало рідкотравних, із розрідженим (15-20% проективного покриття) травостоєм, в якому найчастіше зустрічаються зірочник лісовий, квасениця звичайна, веснівка звичайна та деякі інші. На ділянках, де трав'яний покрив густіший, домінантами виступають зірочник лісовий, куничник тростиновий (Calamagrostis arundinacea), співдомінують квасениця звичайна, веснівка дволиста, підмаренник запашний. На знижених місцях трапляються дубові та грабово-дубові ліси яглицеві, та подекуди - конвалієві. На зволожених ділянках виявлено на невеликих площах дубові та грабово-дубові ліси трясунковидно-осокові-центральноєвропейські угруповання, занесені до Зеленої книги України.
Значна частина дубових та грабово-дубових лісів належить до так званої ацидофільної ланки дібров, яку було виділено Ю.Р.Шеляг-Сосонком (1974). Вони формуються на небагатих кислих ґрунтах. На території України такі ліси поширені переважно на Поліссі. У травостої цих лісів високу участь мають куничник тростиновий, квасениця звичайна, веснівка дволиста. А серед ефемероїдів трапляється і домінує переважно лише один вид — анемона дібровна. На дещо багатших ґрунтах у травостої збільшується участь зеленчука жовтого, зірочника ланцетовидного. Весняні ефемероїди цих угруповань також представлено майже винятково анемоною дібровною.
У понижених ділянках поширено багатші та вологіші ґрунти і, відповідно, багатший видовий склад ефемероїдів. Однак, дубово-грабові ліси на багатих ґрунтах займають на території проектованого парку незначну площу, в основному вони поширені у пониженнях навколо вільшняків, які займають центральну частину цих понижень. Здебільшого це вже не дубові й грабово-дубові ліси. У деревостані цих лісів, крім дуба і граба, у значній кількості зростають ясен та
вільха. Для них характерним є негустий підлісок із черемхи (Padus avium) та крушини (Frangula alnus). У трав'яному покриві влітку переважає яглиця. Тут зростають також зеленчук жовтий, копитняк європейський (Asarurn еигораеит) та інші види помірно зволожених широколистяних лісів. Трапляються і більш вологолюбні види - жовтець повзучий (Ranunculus repens), слабник водяний (Myosolon aquaticum), гравілат річковий (Geum rivale) тощо. Ефемероїди в цих угрупованнях представлено такими видами, як анемона дібровна, анемона жовтецева (Anemone ranunculoides), ряст ущільнений (Corydalis solida), ряст порожнистий (Corydalis cava), рівноплідник рутвицелистий (Isopyrum thalictroides) пшінка весняна (Ficaria verna), зірочки жовті (Gagea lutea), зубниця бульбиста (Dentaria bulbifera).
Чисті вільшняки поширені відносно невеликими ділянками у понижених місцях. В їх трав'яному покриві переважають гадючник в'язолистий (Filipendula ulmaria), деякі види осок, калюжниця болотна (Callha palustris).
Подекуди трапляються світлі чисті дубові ліси невеликої площі з багатим видовим складом. Характерними рослинами цих малопоширених угруповань є
перстач білий (Poteniilla alba), медунка м'яка (Pulmonaria mollis), ломиніс прямий (Clematis recta), віхалка гілляста (Anthericum ramosum), осока гірська (Carex montana), материнка звичайна (Origanum vulgare), молочай гранчастий (Euphorbia angulala), герань криваво-червона (Geranium sanguineum), пахучка звичайна. Саме тут виявлено рідкісний вид флори Волині - клопогін європейський (Cimicifuga europaea).
Соснові ліси приурочено до бідніших ґрунтів, кількість яких зростає на терасах нинішніх та колишніх, пов'язаних з дією льодовика, водотоків, наприклад, на території, прилеглій до заказника «Кормин» та терасі р. Путилівки в Горинському лісництві. Соснові ліси представлено здебільшого чорницевими, зеленомохово-чорницевими, зеленомоховими угрупованнями, а в
місцях із значним впливом рекреації - злаково-зелсномоховими та злаковими. Підлісок у цих лісах практично не виявлено, у пониженнях трапляється крушина, а на плескатих підвищеннях - поодинокі екземпляри рідкісного на цій території ялівцю звичайного (Juniperus communis). Звичайними тут є чорниця, брусниця (Vaccinium vitis-idaea), молінія голуба (Molinia caerulea), нерідко трапляються плауни колючий (Lycopodium annotinum) та звичайний. Останній вид місцями в Берестянському лісництві утворює великі популяції. На
понижених ділянках соснових лісів трапляються куртини сфагнових мохів, пухівки піхвової, багна болотного.
На узліссях соснових лісів добре виявлено популяції пісколюбних (псамофітних) видів, таких як нечуй-вітер волохатенький, чебрець звичайний (Thymus serpyllum), агалик-трава (Jasione montana), щавель гороб'ячий (Rumex acetosella). Тут трапляються куртини виду із Європейського Червоного списку - смілки литовської (Silene lithuanica), а також малопоширеної в цьому регіонізіноваті Цингера (Chamaecytisus zingeri), яка зростає тут на південній межі ареалу. Дубово-соснові ліси трапляються на невеликих ділянках їх
представлено в основному дубово-сосновими лісами чорницевими.
Значні площі займають лісові культури, які поступово формуються в угруповання, близькі до природних.
Основні площі лук у східній частині Цуманської пущі зосереджено в заплаві р. Кормин та по краях болотних масивів. Луки по р. Кормин - це в основному справжні дрібнозлакові луки з домінуванням костриці червоної, пахучої трави справжньої (Anthoxanthum odoratum) та медової трави м'якої — останні характерні для Західного Полісся. У пониженнях трапляються болотисті луки з переважанням осоки гострої (Carex acuta) та торф'янисті - з домінуванням щучника дернистого. Луки в цілому флористично бідні. Слід відзначити наявність значних популяцій малого комонника зігнутого (Succisella inßexa) - центрально-європейського виду, який знаходиться тут поблизу східної межі ареалу. Місцями в заплаві Кормина на болотистих луках наявні значні популяції малопоширеного та цінного лікарського виду — валеріани високої. На ділянках міжлісових лук (болотистих та торф'янистих) виявлено невеликі популяції лучно-болотної орхідеї - пальчатокорінника м'ясочервоного (Dactylorhiza incarnata).
Болотна рослинність є різноманітною за своїм характером, що визначено умовами живлення. Основні площі, як це в цілому характерне для південної смуги Полісся, займають низинні (евтрофні) болота - лісові та трав'яні. Лісові болота, як і вільхові ліси, трапляються спорадично. Вони представлені чорновільшняками, звичайно обводненими, із розрідженою вільхою. У травостої переважають гідрофільні болотні види - осока гостроподібна (Carex acutiformis), прибережна, зближена (С. appropinquata), омська (С. omskiana), очерет (Phragmites australis). Постійними компонентами заболочених вільшняків є півники болотні, жовтяниця черговолиста (Chrysosplenium alternifolium), гравілат річковий, гадючник в'язолистий. На підвищеннях біля стовбурів вільхи трапляються лісові види: папороті, квасениця звичайна, веснівка дволиста.
Відкриті очеретяні болота відмічені невеликими ділянками в заплаві р. Кормин та на Чортовому болоті. Місцями співдомінантом тут виступає осока гостроподібна.
У цілому, рослинний покрив заплави р. Кормин та Чортового болота має комплексний характер. Із болотної рослинності в центральній частині Чортового болота і в заплаві р. Кормин значні площі займають ценози купинних осок - зближеної та омської. На цих ділянках виявлено шар торфу, вони досить обводнені, особливо навесні та в першій половині літа. Купини осок добре виявлені, осока досягає 80-90 см заввишки. Угруповання ці досить багаті флористично, найчастіше в них трапляються такі характерні болотні види, як плакун верболистий (Lythrum salicaria), вербозілля звичайне (Lysimachia vulgaris), вовче тіло болотне (Comarum palustre), жовтець повзучий тощо.
Невеликими ділянками по периферії болотних масивів трапляються рідкісні для регіону угруповання пухівки багатоколоскової (Eriophorum polystachyon), яка утворює під час квітування характерний білий аспект. Вони формуються на розрідженому покриві із зелених мохів. Саме в цих угрупованнях зростали рідкісні види болотної флори - занесена до Додатку 1 Бернської конвенції кальдезія білозоролиста (Caldesia parnassifolia) та релікт льодовикових часів у нашій флорі - береза низька (Betula humilis). На Чортовому болоті виявлені також невеликі ділянки з домінуванням осок здутої (Carex rostrata) та гостроподібної.
Мезотрофні болота в східній частині Цуманської пущі, як і в західній її частині, є рідкісним природним явищем. Декілька таких боліт було описано нами на боровій терасі р. Кормин (кв. 28, 31, 34 Берестянського л-ва). Тут знаходиться система боліт-блюдець, розташованих у овальної форми пониженнях. Болота різного ступеня розвитку - від тих, що лише вступають у стадію переходового болота (еумезотрофні), до тих, що майже досягли верхової (оліготрофної) стадії - із домінуванням у трав'яному покриві пухівки піхвової.
На цих болотах залежно від стадії розвитку наявні також угруповання осоки шерстистоплодої (Carex lasiocarpa), куничника сіруватого та очерету на сфагновому покриві. Подібний характер має сфагнове болото у кв. 10 Горинського лісництва з оліго-мезотрофною та еумезотрофною частинами та деякі невеликі сфагнові болітця на прилеглій території Горинського лісництва.
На сфагнових болотах зростає ряд видів, які є рідкісними та малопоширеними в цій смузі - андромеда багатолиста, багно болотне, лохина, журавлина болотна, образки болотні (Calla palustris), а також верба чорнична (Salix myrlilloid.es), занесена до Червоної книги України. 
Водна рослинність зустрічається фрагментарно по берегах річок Кормин, Путилівка та локальних обводнених пониженнях. Найбільшою мірою вона виявлена на великих ставах в урочищі Богуславка. Заростання ставів є в цілому характерним для Українського Полісся в його південній смузі. У заростанні переважають очерет та рогіз вузьколистий, що утворюють здебільшого монодомінантні угруповання. Тут виявлено малопоширені угруповання латаття білого (Nymphaea alba), занесені до Зеленої книги України. Також наявні
малопоширені угруповання комахоїдної водної рослини - пухирника звичайного (Utricularia vulgaris).
У цілому, рослинний покрив Цуманської пущі є різноманітним, представленим усіма типами і основними синтаксонами рослинності, притаманними південній смузі Українського Полісся. Має місце значна ценотична різноманітність та флористичне багатство синтаксонів.
У рослинному покриві Цуманської пущі поєднуються лісова рослинність, яка переважає на цій території, із лучною та болотною. Спорадично трапляються ділянки водної рослинності.
Ми розробили класифікаційну схему рослинності Цуманської пущі на домінантній основі, застосованій у чотиритомній монографії «Рослинність УРСР (1969-1973). Класифікацію синтаксонів трав’яних типів рослинності доведено до рівня формацій, лісового до рівня груп асоціацій. Похідні синтаксони відмічено знаком «*» і розміщено після тих, з яких вони утворились унаслідок антропогенного впливу.

### Класифікаційна схема рослинності Цуманської пущі
Тип рослинності - ЛІСИ (SILVAE)
Клас формацій - Хвойні ліси (Silvae aciculares)
Формація сосни звичайної (Pineta sylvestris)
Гр. ас. соснові ліси чорницеві (Pineta myrtiilosa)
Гр. ас. соснові ліси чорницево-зеленомохові (Pineta myrtilloso-hylocomiosa)
Гр. ас. соснові ліси молінієво-зеленомохові (Pineta molinioso-hylocomiosa)
Формація дубово-соснова (Querceto-Pineta)
Гр. ас. дубово-соснові ліси чорницеві (Querceto-Pineta myrtiilosa)
Гр. ас. дубово-соснові ліси конвалієві (Querceto-Pineta convallariosa)
Клас формацій - Листяні ліси (Silvae foliosae)
Формація дуба звичайного (Querceta roboris)
Гр. ас. дубові ліси ліщинові (Querceta corylosa)
Гр. ас. дубові ліси злакові (Querceta graminosa)
Формація грабово-дубова (Carpineto-Querceta)
Гр. ас. грабово-дубові ліси зірочникові (Carpirio-Querceta stellariosa)
Гр. ас. грабово-дубові ліси квасеницеві (Carpino-Querceta oxalodosa)
Гр. ас. грабово-дубові ліси зеленчукові (Carpino-Querceta galeohdolosa)
Гр. ас. грабово-дубові ліси яглицеві (Carpino-Querceta aegopodiosa)
Гр. ас. грабово-дубові ліси рідкотравні (Carpino-Querceta sparsiherbosa) 
Гр. ас. грабово-дубові ліси осокові (з осокою трясунковидною) (Carninejo-
Querceta caricosum brizoidis)
Формація граба звичайного (Carpineta betulis)
Гр. ас. грабові ліси квасеницеві (Carpineta oxalidosa)
Гр. ас. грабові ліси веснівкові (Carpineta majanthemosa)
Гр. ас. грабові ліси рідкотравні (Carpineta sparsiherbosa)
Тип рослинності - БОЛОТА (PALUDES)
Клас формацій - Евтрофні болота (Paludes eutrophicae)
Формація очерету звичайного (Phragmiteta australis)
Формація осоки зближеної (Cariceta appropinquatae)
Формація осоки гостроподібної (Cariceta acutiformis)
Клас формацій - Мезотрофні болота (Paludes mesotrophicae)
Формація березово-сфагнова (Betuleto (pubescentis et penduli) -Sphagnosa)
Формація куничниково-сфагнова (з куничником сіруватим)
(Calamagrostidetoso (canescentis) -Sphagnosa)
Тип рослинності - ЛУКИ (PRATA)
Клас формацій - Справжні луки (Prata genuina)
Формація костриці червоної (Festuceta ru'brae)
Формація мітлиці собачої (Agrostideta caninae)
Формація пахучої трави звичайної (Anthoxantheta odorati)
Клас формацій - Болотисті луки (Prata paludosa)
Формація мітлиці повзучої (Agrostideta stoloniferae)
Клас формацій - Торф'янисті луки (Prata turfosa)
Формація щучника дернистого (Deschampsieta caespitosae)
Тип рослинності - ВОДНА РОСЛИННІСТЬ (VEGETATIA AQUATICAE)
Формація омега водяного (Oenantheta aquaticae)
Формація їжачої голівки прямої (Oenantheta aquaticae)
Формація рогозу вузьколистого (Typheta angustifolii)
Формація очерету звичайного (Phragmiteta australis)
До цієї схеми не потрапили угруповання, які зустрічаються в Цуманській
пущі лише фрагментарно. Серед них можна назвати окремі невеликі ділянки
оліготрофних боліт з домінуванням пухівки піхвової, угруповання псамофітної
рослинності, деякі водні ценози. Не наведено у схемі чорновільшняки, які поки
що недостатньо вивчено. Немає можливості також відобразити в схемі ценози
лісової рослинності, що формуються в культурах сосни, нині в основному
середньовікових, які висаджено на місці широколистяних та мішаних лісів.
Вони нерідко трапляються в Цуманській пущі. У них під ярусом сосни
формується нижній ярус із листяних порід, у травостої також є чимало видів,
успадкованих від листяних лісів. Ценози бур'янових видів (рудеральних та
сегетальних) значних площ тут не займають і їх детально не досліджували, хоча
потрібен контроль за їх поширенням.

## Рослинні угруповання, занесені до Зеленої книги України
Серед рослинних угруповань, занесених до Зеленої книги, на території
проектованого Цуманської пущі виявлено 7 лісових та водних угруповань.

#### Лісові
1. Групи асоціацій соснових лісів зеленомохових і чорницевих (Ріпеtа hylосотіоsа та Ріпеtа туrtillosa). Корінні, типові для Українського Полісся соснові ліси. На території Цуманської пущі не займають значних площ. Відмічені на території більшості лісництв.
2. Група асоціацій дубово-соснових лісів ліщинових (Qиеrсеtо-Ріпеtа corylosa). Типові корінні ліси Полісся. Невеликими ділянками зустрічаються майже по всіх лісництвах Цуманської пущі.
3. Асоціації грабово-дубових лісів волосистоосокових та яглицевих (Саrріпеtо-Quеrсеtот саrісоsит pilosae та Саrріпеtо-Qиеrсеtuт aegopodiosum). Типові корінні ліси, виявлені у більшості лісництв, найбільше - у Партизанському, Горинському і Цуманському.
4. Асоціації дубового лісу ліщиново-трясунковидноосокового (Quercetum (roboris) coryloso-саrісоsит (brisoidis) та дубового лісу крушиново- трясунковидноосокового (Qиеrcetит (roboris) franguloso-caricosum (brisoidis)). Лісові угруповання з домінуванням центральноєвропейського виду - осоки трясунковидної. На території Цуманської пущі відмічені в Муравищенському лісництві в кв. 6,7, 10-12 і фрагментарно - в інших лісництвах, зокрема на території проектованого регіонального ландшафтного парку.

#### Водні
Серед водних угруповань Цуманської пущі до Зеленої книги занесено формації латаття білого (Nymphaeeta albae), латаття сніжно-білого (Nyтрhаееtа
candidae) та глечиків жовтих (Nuphareta luteae). Вони тут не займають значних
площ, а невеликими фрагментами зустрічаються в р. Кормин та інших водоймах.

### Флористична класифікація лісової рослинності
В Україні протягом кількох десятків років під час вивчення рослинності
використовувалась домінантна класифікація, в якій синтаксони виділялися за
ознакою переважання (домінування) певних видів. Досліджуючи різноманіття
рослинності, часто використовують так звану флористичну класифікацію
рослинності. Особливо поширена вона у країнах Європи. Останнім часом вона
поширюється і в Україні. Ця класифікація використовує для поділу одиниць
рослинності загальний видовий склад рослинних угруповань, а не лише їх
домінанти. Це дає змогу відобразити ряд особливостей рослинності, які не
помітні, якщо брати до уваги тільки види, що переважають у ценозах.
Основними рівнями синтаксонів (одиниць класифікації) у цій системі є (від
вищих до нижчих) клас, порядок, союз, асоціація, субасоціація. В одних 
випадках між домінантною і флористичною класифікаціями є дуже висока
відповідність, тобто в обох системах виділяються подібні за своїм обсягом
синтаксони. В інших випадках флористична класифікація значною мірою
відрізняється від домінантної: це часто буває тоді, коли домінант має широку
екологічну амплітуду (росте в дуже різних умовах). Використання флористичної
класифікації дає змогу сумістити дані про рослинність України з даними про
рослинність більшості країн Європи.
Рослинність Західного Полісся, зокрема Цуманської пущі, близька до
рослинності східної частини Польщі. Флористичну класифікацію рослинності в
Польщі добре розроблено. У процесі інтерпретації геоботанічних описів з
Цуманської пущі найбільшою мірою було використано польські публікації. Усі
виявлені в Цуманській пущі угруповання лісової рослинності добре
«вписуються» в синтаксони, зазначені для Польщі. Нелісову рослинність під час
розробки флористичної класифікації на цьому етапі не було охоплено унаслідок
недостатньої кількості геоботанічних описів.
Найбільші площі займає асоціація Tilio-Carpinetum. До
неї належать грабово-дубові, грабові, більша частина дубових лісів і частково —
осикові ліси. Асоціацію представлено чотирма субасоціаціями. Субас.
calamagrostietosum займає найкисліші ґрунти, її диференційними видами є
Calamagrostis arundinacea, Pteridium aquilinum, Vaccinium myrtillus, рідше
трапляється Trientalis europaea, який також вважають диференційним видом
цієї субасоціації. Менш кислі ґрунти займає субас. typicum, яка не має власних
позитивних диференційних видів. Субасоціації stachyetosum і corydaletosum
займають більш понижені й вологі ділянки. їх диференційними видами є Ficaria
verna, Stachys sylvatica, Padus avium. Диференційними видами субас.
corydaletosum є також Corydalis solida, Corydalis cava, Anemone ranunculoides,
Gagea lutea. Більшу площу займають субасоціації calamagrostietosum і typicum.
Субасоціації stachyetosum і corydaletosum менше поширені. Середня кількість
видів судинних рослин на один опис - 29. Для видового складу ценозів
характерна висока участь видів з європейським типом ареалу - у наявних
описах від ЗО % до 38 % у різних субасоціаціях.
Асоціація є зональною на цій території. Її ареал охоплює центральну, східну і
частково південну Польщу, Білорусь, Литву. Трапляється на півночі Чехії та
Словаччини. У межах України поширення таких лісів майже збігається з поширенням граба в межах лісової зони. Лісостепові дубово-грабові ліси розвиваються
на ґрунтах меншої кислотності і вищої трофності. У них немає таких звичайних
для ас. Tilio-Carpinetum видів, як Sorbus aucuparia, Luzula pilosa, Oxalis acetosella і
особливо тих ацидофільних видів, які є диференційними для субас. Tilio-Carpinetum calamagro stietosum. Деякі види, навпаки, з'являються в лісах лісостепової
зони. Види, які в лісовій зоні є диференційними для субас. Tilio-Carpinetum
corydaletosum, у Лісостепу є константними, а на Поліссі вони приурочені до однієї
з субасоціацій, яка до того ж поступається іншим субасоціаціям за площею.
Східна межа асоціації Tilio-Carpinetum на території України проходить на
території Чернігівського Полісся. Далі на схід з поліських широколистяних лісів
зникають Carpinus betulus, Anemone nemorosa, Oxalis acetosella, Galeobdolon
luteum, і тому їх вже неможливо розглядати як ас. Tilio-Carpinetum. Ще раніше (на 
межі Житомирського і Київського Полісся) з дубово-грабових зникав Isopyrum
thaiictroides. У цілому грабово-дубові ліси Цуманської пущі мають досить типовий і повночленний як для ас. Tilio-Carpinetum видовий склад. Разом з тим деякі в
цілому досить характерні для асоціації види тут трапляються рідко. У деяких
регіонах звичайним видом ас. Tilio-Carpinetum є Hedera helix. У Цуманському лісі
цей вид трапляється рідко, оскільки тут рідко трапляються багаті на кальцій і
карбонати ґрунти. У лісах, що формуються на дерново-карбонатних ґрунтах
(наприклад, у Ковельському і Турійському районах Волинської області) цей вид
трапляється часто. Рідко в Цуманському лісі трапляється і Hepatica nobilis - вид,
який є в цілому звичайним видом ас. Tilio-Carpinetum.
Із видів Червоної книги в основному з цією асоціацією в Цуманській пущі
пов'язані місцезнаходження Epipactis helleborine, Lilium martagon, Neottia nidus-
axis, Platanthera chloranlha.
У вологіших умовах розвиваються ліси союзу Alnion incanae. Основними
диференційними видами цих лісів є Chrysosplenium alternifolium, Ficaria verna,
Myosoion aquaticum, Padus annum. Цей союз у Цуманській пущі представлено
двома асоціаціями - Ficario-Ulmetum minoris (Ficario-Ulmetum campestris) і
Fraxino-Alnetum.
Ac. Ficario-Ulmetum minoris займає менш вологі ділянки, ніж Fraxino-
Alnetum. Домінантами деревостану в Цуманській пущі є Ainus glulinosa,
Fraxinus excelsior, Carpinus betulus, Populus tremula. Характерна велика
кількість весняних ефемероїдів і їх високе проективне покриття. Для більшості
ефемероїдів у цій асоціації знаходиться їхній еколого-ценотичний оптимум.
Тільки в цій асоціації в Цуманській пущі відмічені Galanthus nivalis і Allium
ursinum. В асоціації високу частоту мають характерні види союзу Carpinion.
Ас. Fraxino-Alnetum розвивається у вологіших умовах. Деревостан
складений переважно Ainus glutinosa і Fraxinus excelsior. Синузія весняних
ефемероїдів менш розвинена. Загальна кількість фагетальних видів значно
менша, характерні види союзу Carpinion як правило відсутні. Наявні гігрофільні
види (Caltha palustris, Filipendula ulmaria, Lysimachia vulgaris та ін.), спільні із
заболоченими вільшняками.
Заболочені вільхові ліси належать до ас. Carici elongatae-Alnetum s.l. Ці
угруповання майже не мають мезофільних видів. Характерними їх домінантами
є Carex acutiformis, Iris pseudacorus, Phragmites ausralis. Асоціація трапляється
в різних частинах Цуманського лісового масиву, найбільші площі займає в
західній частині. Це широкоареальна асоціація, поширена від Нідерландів до
Європейської частини Росії. Часто її ділять на вужчі асоціації. Якщо приймати
цю схему з вужчими асоціаціями, цуманські заболочені вільшняки слід
відносити до ас. Ribeso nigri-Alnetum Sol.-Gorn. (1975) 1987.
До ас. Potentillo albae-Quercetum належать флористично багаті світлі
діброви. До цієї асоціації віднесено два описи. Середня
кількість видів судинних рослин на опис - 65. В межах характеризованої
території вони трапляються рідко. Одну з ділянок виявлено в Горянському л-ві
в крайній південній частині основного лісового масиву (кв. 26, 27). Інша - на 
північному краю лісу біля с. Гораймівка і р. Кормим. Це чисті дубові ліси
низької зімкнутості. Угруповання сформовано під впливом людини — тут
провадять низької інтенсивності викошування або випасання. Це стримує
розвиток граба і пов'язане з цим зростання затінення. На описаних ділянках
високою є кількість видів злаків - 9 видів на опис. Ділянки є дуже цінними у
флористичному відношенні. Добре вивченою є ділянка у Горинському л-ві. Тут виявлено ряд рідкісних на Поліссі видів — Cimicifuga
europaea, Genista germanica, Hypericum montanum та ін. Високу частоту
трапляння в цих лісах має Melittis sarmatica.
Соснові ліси (союз Dicrano-Pinion) представлено асоціаціями Peucedano-
Pinetum, Molinio-Pinetum та Vaccinio uliginosi-Pinetum. Ас.
Peucedano-Pinetum - це соснові ліси зеленомохові на свіжих ґрунтах. На характеризованій території трапляються невеликими ділянками. Це східноєвропейська асоціація південної частини лісової зони (за геоботанічним районуванням -
Європейської широколистянолісової області), подекуди заходить у лісостепову
зону. На заході (на території Польщі) її заміщає ас. Leucobryo-Pinetum, від якої
флористично багатша Peucedano-Pinetum відрізняється наявністю Chamaecyiisus
ruthenicus, Genista tincroria, Peucedanum oreoselmum, Polygonalum odoratum і
відсутністю Fagus sylvatica і Leucobryum glaucum.
Дещо більш поширеною в Цуманській пущі є ас. Molinio-Pinetum, яка
охоплює вологі соснові ліси. Ця асоціація має дещо більший, ніж Peucedano-
Pinetum ареал і на заході доходить до Німеччини. На ще вологіших ґрунтах у
Цуманській пущі розвивається ас. Vaccinio uliginosi-Pinetum, яка трапляється
рідко і займає незначну площу.
Дубово-соснові ліси (союз Pino-Quercion) Цуманської пущі належать до ас.
Querco-Pinetum. Ці угруповання є за видовим складом
проміжними між лісами союзів СагріпІоп і Dicrano-Pinion і часто територіально
розміщені між ними. Характеризується поєднанням видів соснових і
широколистяних лісів. Із видів, спільних з широколистяними лісами,
найчастіше трапляються Anemone nemorosa, Carpinus betulus, Corylus avellana,
Melica nutans, Stellaria holostea, а із видів спільних із сосновими лісами —
Melampyrum ptatense, Molinia caerulea, Pinus sylvestris, Vaccinium myrtyllus,
Vaccinium vitis-idaea. Характерною є висока частота трапляння Pteridium
aquilinum, який часто домінує.
У цілому набір асоціацій лісової рослинності досить типовий для Правобережного Полісся. Не виявлені ас. Cladonio-Pinetum Juraszek 1927, Serratulo-
Pinetum (W.Mat. 1981) J.Mat. 1988, Sphagno squarrosi-Alnetum Sol-Gorn. 1975,
які в цілому мають досить значне поширення на Правобережному Поліссі.

## Флора
Виявлення повного флористичного складу території Цуманської пущі
потребує подальшого дослідження. Проте, вже нині за матеріалами польових досліджень авторів, а також літературних та гербарних даних можна
стверджувати, що флора цієї території відзначається. багатством та
різноманітністю. Ймовірно, флора судинних рослин становить 700-800 видів.
Флора цієї території, як і Українського Полісся в цілому, є відносно молодою, сформувалась у польодовиковий період із різних ботаніко-географічних
центрів, основними з яких є гумідний, арідний та арктоальпійський (Лавренко,
1938). У цілому флора Українського Полісся включає 2 тис. видів, з них близько
1,5 тис. - види природної флори (Андриенко, Шеляг-Сосонко, 1983). Унаслідок
історичної молодості флора відзначається незначною кількістю ендемічних
видів та значною кількістю пограничноареальних видів - насамперед тих, що
перебувають на південній межі ареалу.
Серед еколого-ценотичних груп флори як Полісся в цілому, так і Цуманської пущі, переважають лісові види - бореальні та неморальні. Бореальні (північні) види - як лісові, так і болотні та інших екотопів - становлять майже половину природної флори Полісся. На території Цуманської пущі бореальні види переважають у соснових та дубово-соснових лісах. До них належать плауни (колючий та звичайний), деякі види папоротей, грушанкові (ортилія однобока (Orthilia secunda), грушанки мала (Pyrola) та круглолиста (Р. rotundifolia), зимолюбка зонтична (Chimaphila umbellata)), брусничні (чорниця, брусниця, лохина тощо). Бореальні види також домінують і виступають як асектатори в угрупованнях боліт парку, насамперед, осокових та осоково-сфагнових. Це - осоки здута, омська та ін., пухівки піхвова та багатоколоскова, вовче тіло болотне, образки болотні, багно болотне, болотні верби - чорнична, мирзинолистата розмаринолиста, береза низька тощо.
Значне місце у рослинному покриві Цуманської пущі займають види широколистяних лісів - неморальні. Це переважно види з європейським та євразійським ареалом. Найбільшу ценотичну роль тут відіграють зірочник лісовий, яглиця звичайна, куничник тростиновий, анемона дібровна, зеленчук жовтий. Нерідко трапляються тут осоки пальчаста (Carex digitata) та
лісова, копитняк європейський тощо. Серед видів широколистяних лісів у флорі території є значна група тих, які мають центральноєвропейський або субсередзем-поморський ареал (або ж мають диз'юнктивний ареал з центральноєвропейською частиною). Географічне положення Цуманського лісового масиву обумовлює наявність у широколистяних лісах значних популяцій таких видів із цієї групи як кадило сарматське, підмаренник середній (Galium intermedium), жарновець віничний (Sarothamnus scoparius), лемботропіс чорніючий, рівноплідник рутвицелистий. Поодиноко трапляються такі види цієї групи як клопогін європейський, медунка м'яка, молочай гранчастий, стародуб широколистий (Laserpitium latifolium) та деякі інші.
Види з широкими, переважно голарктичними ареалами становлять основу
лучних, водних та болотних ценозів території пущі. У складі їх флори чимало
названих вище бореальних видів. Є також деякі центральноєвропейські види,
зокрема медова трава м'яка, звіробій крилатий (Hypericum tetrapterum),
незабудка литовська (Myosotis lithuanicä).
Недостатньо вивчено нині синантропну компоненту флори Цуманської
пущі, яка потребує спеціального дослідження. Попередньо можна констатувати,
що на ділянках природної рослинності синантропна компонента флори не є
значною у зв'язку із поки що порівняно невеликим антропогенним впливом,
віддаленістю від великих населених пунктів і незначною (скажімо, в порівнянні
з прилеглою територією Волинського лесового плато) кількістю населених
пунктів. Проте, протягом останніх десятиріч вона, безумовно, зростає. Вже нині
було зафіксоване збільшення участі адвентивних видів, здебільшого неподалік
від населених пунктів та рекреаційних закладів: це - ліси з домінуванням у
травостої розрив-трави дрібноквіткової, розростання популяцій стенактису
однорічного (Stenactis annua s.i.) на луках. Під час створення й функціонування
регіонального ландшафтного парку потрібно вести спостереження за
інвазійними явищами у флорі.
Особливістю масиву Цуманської пущі у флористичному плані є також те,
що через відносну збереженість та, безумовно, недостатню його вивченість, тут
збереглись і були виявлені під час наших досліджень види, здебільшого
реліктові та пограничноареальні, які не були раніше відомі на Українському
Поліссі або мали дуже давні місцезнаходження. До них належать костриця
найвища (Festuca altissima), кальдезія білозоролиста, дрочок крилатий,
охарактеризовані в наступному розділі. Ми переконані, що кількість таких видів
збільшиться у разі продовження флористичних досліджень на цій території:
Дослідження Цуманської пущі дуже розширили ботанічні дані щодо поширення
на Поліссі таких рідкісних видів як астранція велика (Aslrantia major), смілка
литовська, вужачка звичайна (Ophioglosxum vulgare), любка зеленоквіткова.
Таким чином, багата і різноманітна флора цієї території містить види
різноманітних ботаніко-географічних та еколого-ценотичних груп. У складі
флори значною є раритетна компонента.

### Раритетна компонента флори
У складі флори пущі значне місце займають види рослин, які підлягають
охороні на різних рівнях: їх занесено до Європейського Червоного списку.
Додатку 1 Бернської конвенції, Червоної книги України, а також до списку
рослин, які охороняються у Волинській області.

#### Види з Європейського Червоного списку
На території Цуманської пущі виявлено один вид із цього списку - смілку
литовську (Silene lithuanica). Це гарноквітуча рослина з родини гвоздикових.
Квітує в червні-серпні. Відомі місцезнаходження цього виду в Україні
розташовані на Правобережному Поліссі. Спостереження авторів за цим видом
дають змогу стверджувати, що виявлені тут популяції смілки литовської є
одними з найбільших в Україні. Місцезростання цієї рослини пов'язані з
піщаними ґрунтами. Зростає в соснових лісах, на галявинах та узліссях.
Найбільша з виявлених на цій території популяція знаходиться в Горинському
лісництві (кв. 47) в сосновому лісі. Цей вид виявлено також в околицях села Скригалівка, на освітлених ділянках соснового лісу у кв. 24 Берестянського
лісництва, на піщаних підвищеннях в околицях с. Мощаниця.
Проте, місцеві популяції смілки литовської потерпають від зривання її на
букети, оскільки це — однорічна рослина, яка розмножується тільки насінням.

#### Види з додатку І Бернської конвенції
Із цього списку на території Цуманської пущі виявлено два види - зозулині
черевички справжні (Cypripedium calceolus) і кальдезія білозоролиста (Caldesia
parnassifolia).
Зозулині черевички справжні - одна з найкрасивіших природних лісових
орхідей України. Це реліктовий вид, ареал якого охоплює велику частину
Євразії - від Західної Європи до Далекого Сходу і Японії. В Україні трапляється
на більшій її частині, крім степової зони. Скрізь ця рослина є рідкісною. Вид
виявлено на освітленій ділянці у дубово-сосновому лісі у Ківерцівському
лісництві (кв. 113). Зозулині черевички утворюють тут досить численну
популяцію, мають добру життєвість, хоча квітують не кожен рік.
Зозулині черевички справжні - вид із Додатку І
Бернської конвенції.
Коручка морозниковидна (к. чемерникова) — лісова орхідея з
палеарктичним ареалом. Трапляється на більшій частині України, переважно в
широколистяних лісах. У Цуманському лісі - спорадично по всій території.
Кальдезія білозоролиста - рослина з родини частухових. Зростає по
берегах водойм. Для України вказувалась для Полісся та Лісостепу, але
останнім часом місцезростання її не підтверджені. На території Цуманської
пущі виявлено на болотистих ділянках по р. Кормин та в периферійній частині
Чортового болота у Берестянському лісництві.

#### Види з Червоної книги України
За матеріалами авторів із врахуванням літературних та гербарних даних, на характеризованій території, виявлено 19 видів судинних рослин з Червоної книги України. Наводимо цей список:
1. Аконіт опушеноплодий
2. Береза низька
3. Булатка великоквіткова
4. Булатка довголиста
5. Булатка червона
6. Верба чорнична
7. Вовчі ягоди пахучі
8. Гніздівка звичайна
9. Дрочок крилатий
10. Зелениця сплюснута
11. Кальдезія білозоролиста
12. Коручка болотна
13. Коручка морозниковидна
14. Коручка темно-червона
15. Косарики черепитчасті
16. Лілія лісова
17. Любка дволиста
18. Любка зеленоквіткова
19. Малий комонник зігнутий
20. Осока затінкова
21.Пальчатокорінник м'ясочервоний
22. Пальчатокорінник травневий
23. Пальчатокорінник Фукса
24. Півники сибірські
25. Підсніжник білосніжний
26. Плаун річний
27. Смілка литовська
28. Цибуля ведмежа
29. Черевички зозулині
30. Борідник паростковий
31. Баранець звичайний
Регіонально рідкісні види, що зростають на території Цуманської пущі (зі списку видів, що охороняються у Волинській області):
1. Астранція велика
2. Багатоніжка звичайна
3. Багаторядник шипуватий
4. Вовчі ягоди звичайні
5. Вужачка звичайна
6. Гвоздика стиснуточашечкова
7. Голокучник дубовий
8. Дзвоники оленячі
9. Жимолость пухнаста
10. Зубниця залозиста
11. Кадило сарматське
12. Клопогін європейський
13. Костриця найвища
14. Купальниця європейська
15. Лерхенфельдія звивиста
16. Лядвенець багновий
17. М'ята блошина
18. Наперстянка великоквіткова
19. Орлики звичайні
20. Перстач білий
21. Першоцвіт високий
22. Печіночниця благородна
23. Плющ звичайний
24. Рівнопідник рутвицелистий
25. Стародуб широколистий
26. Тирлич звичайний
27. Дрік германський
28. Мальва вирізана
29. Осока кульконосна
30. Скереда м’яка
31. Щитник гребенястий
32. Щитник розпростертий
33. Щитник споріднений
Види, які заслуговують на охорону на території Цуманського лісового масиву:
1. Латаття сніжно-біле
2. Латаття біле
3. Медунка вузьколиста
4. Медунка м’якенька
5. Оман високий
6. Плаун звичайний
7. Стоколос Бенекена
8. Хвощ зимуючий